# Masanori Suzuki
Masanori Suzuki (født 15. september 1968) er en tidligere japansk fodboldspiller.
Han har spillet for flere forskellige klubber i sin karriere, herunder Toshiba og Júbilo Iwata.